# Paroisse de Baton Rouge Ouest
Pour les articles homonymes, voir Bâton Rouge (homonymie).
La paroisse de Baton Rouge Ouest (anglais : West Baton Rouge Parish) est située dans l'État américain de la Louisiane. Son siège est à Port Allen. Selon le recensement de 2000, sa population est de 21 601 habitants. Elle est l'une des 22 paroisses de la région officielle de l'Acadiane.

## Géographie
La paroisse a une superficie de 495 km2 de terre émergée et 32 km2 d’eau. Elle est enclavée entre la paroisse de Feliciana Ouest au nord, la paroisse de Baton Rouge Est à l’est, la paroisse d'Iberville au sud-ouest, et la paroisse de la Pointe Coupée au nord-ouest.  

### Municipalités
La paroisse est divisée en trois villes et villages : 
- Addis
- Brusly
- Port Allen

## Démographie
| Groupe            | Paroisse de Bâton-Rouge Ouest | Louisiane | États-Unis |
| ----------------- | ----------------------------- | --------- | ---------- |
| Blancs            | 60,0                          | 62,6      | 72,4       |
| Afro-Américains   | 37,7                          | 32,0      | 12,6       |
| Métis             | 1,2                           | 1,6       | 2,9        |
| Autres            | 0,7                           | 1,6       | 6,4        |
| Asiatiques        | 0,3                           | 1,6       | 4,8        |
| Amérindiens       | 0,1                           | 0,7       | 0,9        |
| Total             | 100                           | 100       | 100        |
|                   |                               |           |            |
| Latino-Américains | 2,3                           | 4,3       | 16,7       |

Selon l'American Community Survey, en 2010, 94,45 % de la population âgée de plus de 5 ans déclare parler l'anglais à la maison, 2,67 % l'espagnol, 2,58 % le français et 0,30 % une autre langue.